# Mariangela (cantante)
Mariangela, pseudonimo di Mariangela Argentino (Piacenza, 4 dicembre 1984), è una cantautrice e attrice italiana.

## Biografia
Mariangela debutta in televisione a soli 3 anni e mezzo, nel 1988, con la trasmissione Piccoli fans condotta da Sandra Milo. Gli autori della trasmissione rimangono da subito colpiti dalla musicalità di Mariangela e dalla spiccata predisposizione per il palcoscenico. Inoltre viene notata una sua peculiarità fisica molto evidente; Mariangela sin dalla nascita ha il sopracciglio destro oltre alle ciglia ed a tutta la parte di capelli dallo stesso lato di colore biondo, tonalità particolarmente presente in una ciocca accanto all'orecchio. Nonostante fosse motivo di stranezza agli occhi degli altri, specialmente dei suoi coetanei, è sempre stata molto fiera di questa sua diversità. All'età di 7 anni decide di intraprendere lo studio della musica e del pianoforte con il Maestro e direttore d'orchestra Vito Lombardi. A 8 anni inizia lo studio del canto sotto la guida della cantante lirica e jazzista Raffaella Arzani che la seguirà per dodici anni. Nel 1995 si iscrive al Conservatorio Giuseppe Nicolini della sua città nella classe di pianoforte principale. L'artista viene subito notata per l'attitudine musicale ed un orecchio assoluto che le permetterà di conseguire la licenza di teoria e solfeggio con il massimo dei voti. Viene scelta dal Maestro Mario Pigazzini che, notando le sue capacità canore, ne chiede la presenza nella realizzazione di opere musicali solitamente interpretate esclusivamente dalle classi di canto lirico.
Contemporaneamente agli studi classici sperimenta diversi stili musicali, iniziando l'approccio all'attività compositiva. Nel 2000 fonda il gruppo rock I Feedback, il quale viene selezionato per la regione Emilia-Romagna, vincendo la partecipazione ad un programma di Rai Educational del progetto TV dei ragazzi in onda su Rai 3. Il suo debutto ufficiale sul mercato discografico avviene nel mese di maggio del 2001, all'età di 16 anni, incidendo, con lo pseudonimo di Sweet Mary, il singolo Take my love, un brano dance che verrà inserito nella RDS Top Ten Dance Compilation di RDS, prodotto da Bruno Santori, direttore d'orchestra, compositore ed al secolo produttore dell'etichetta discografica DB One Music.
Nel 2002 Mariangela incide Music that lives, versione remix di Chi fermerà la musica dei Pooh. Nel dicembre dello stesso anno è tra i primi dodici finalisti dell'Accademia della Canzone di Sanremo, sfiorando la partecipazione al Festival. Nell'estate del 2003 il Maestro Stefano Palatresi la sceglie come cantante dell'orchestra del programma di Rai 2 Furore. Nell'autunno dello stesso anno partecipa come concorrente con il soprannome Mary al reality show Superstar Tour, condotto da Michelle Hunziker e Daniele Bossari. Nel febbraio 2004 è una tra le nuove coriste (dette Bollicine) del programma televisivo Sarabanda condotto da Enrico Papi. Nel 2005 incide con il suo nome anagrafico, per la casa discografica Universo, il brano Dedicata a te, una canzone dai toni molto duri ed accesi ed ottiene un buon successo radiofonico.
Il grande successo arriva nel settembre 2005 con il brano M'ama o m'amerà, per un anno intero scelto come stacchetto delle veline del fortunato programma di Antonio Ricci Striscia la notizia. La canzone, scritta da Gabry Ponte ed Emiliano Palmieri, scala le vette delle classifiche giungendo in TopTen. Nel dicembre del 2006 esce il singolo Odiami senza rancore, scritta da Emiliano Palmieri che avrà lo stesso fortunato destino, consacrando la popolarità della cantante dalla voce così incisiva e caratterizzante. Nel 2007 si presenta al Festival di Sanremo nella sezione "Giovani" con il brano Ninna nanna
, e, nonostante l'eliminazione, ottiene immediato successo radiofonico e mediatico. Il brano arriva subito in terza posizione in classifica vendite.
Il videoclip del brano diretto dal regista Gaetano Morbioli vede la partecipazione del popolare attore spagnolo Miguel Ángel Muñoz. 
In concomitanza al Festival esce il primo album della cantante, ...preparati a volare. 
Segue un tour estivo con RTL insieme a Simone Cristicchi, vincitore della sezione big di quell'anno, e Francesco Facchinetti.  L'11 maggio 2007 pubblica il singolo estivo Hey!, brano con sfumature pop e rap in collaborazione con Piotta. Nel 2012 recita insieme ad altri artisti della musica italiana (come Massimo Ranieri, Simone Cristicchi, Povia, Toto Cutugno ed altri) in una scena del film comico/parodia Capitan Basilico 2. Nel 2014 esce nei cinema il film 12 12 12, in cui recita in qualità di co-protagonista e di cui canta la colonna sonora. Sempre nel 2014 dà inizio ad un nuovo progetto, creando il gruppo musicale Ariam.

## Discografia

### Album
- 2007 – ...preparati a volare

### Singoli
- 2001 – Take My Love (come Sweet Mary)
- 2002 – Music That Lives (come Maria Argentino insieme ai Pooh)
- 2005 – Dedicata a te
- 2005 – M'ama o m'amerà
- 2006 – Odiami senza rancore
- 2007 – Ninna nanna
- 2007 – Hey! (con Piotta)

### Compilation
- 2001 – RDS Top Ten Dance Compilation (con la canzone Take my love)
- 2003 – Superstar Tour (con le canzoni L'amore è e Baby one more time)
- 2006 – Hit Mania Club Dance Vol. 2 (con la canzone M'ama o M'amerà)
- 2006 – Hit Mania Champions 2006 (con la canzone M'ama o M'amerà)
- 2007 – Hit Mania Champions 2007 (con la canzone Ninna Nanna)
- 2007 – Sanremo 2007 (con la canzone Ninna Nanna)